# Norton Juster
Norton Juster (ur. 2 czerwca 1929 w Nowym Jorku, USA, zm. 8 marca 2021 w Amherst) – amerykański architekt i pisarz. Popularność przyniosły mu powieści dla dzieci i młodzieży, takie jak The Phantom Tollbooth i The Dot and the Line.

## Życiorys
Norton Juster urodził się 2 czerwca 1929 w Nowym Jorku. Jego ojciec, Samuel Juster był Żydem urodzonym w Rumunii i uzyskał uprawnienia architekta dzięki kursom korespondencyjnym. Matka, Minnie Silberman, urodzona w Stanach Zjednoczonych, pochodziła z polsko-żydowskiej rodziny. Od dzieciństwa chciał pójść w ślady ojca i zostać architektem. Studiował architekturę na University of Pennsylvania, następnie spędził rok w Liverpoolu, gdzie wykonywał pracę zaliczeniową. W latach 1954–1957 służył w United States Navy.
Juster zaczął pisać książkę The Phantom Tollbooth po wyjściu z wojska. Jules Feiffer, sąsiad autora, wykonał ilustracje. Choć czerpał przyjemność z pisania, nie porzucił zawodu architekta i to na nim się skupiał. Był także nauczycielem – od roku 1970 do czasu przejścia na emeryturę w 1992 wykładał architekturę i planowanie przestrzenne w Hampshire College. 
Mieszkał w Amherst w stanie Massachusetts wraz ze swoją żoną Jeanne aż do jej śmierci w 2018 roku. Jego ostatnia książka, The Hello, Goodbye Window, została wydana 15 maja 2005 roku, a rok później zdobyła Caldecott Medal za ilustracje Chrisa Rashki.

## Książki
- The Phantom Tollbooth (1961)  W Polsce książka ukazała się pod tytułem Niezwykła rogatka (ISBN 0-394-81500-9), 2001, wydawnictwo Świat Książki oraz pod tytułem Wielka podróż Małego Mila w tłumaczeniu Michała Kłobukowskiego (ISBN 978-83-66863-00-2), 2021, wydawnictwo Kropka[9]
- The Dot and the Line: A Romance in Lower Mathematics (1963) (ISBN 1-58717-066-3)
- Alberic the Wise and Other Stories (1965) (ISBN 0-88708-243-2)
- Stark Naked: A Paranomastic Odyssey (1969)
- So Sweet to Labor: Rural Women in America 1865-1895 (redaktor) (1979) (ISBN 0-670-65483-3) — non-fiction
- Otter Nonsense (1982) (ISBN 0-399-20932-8)
- Surfeit of Similes (1989) (ISBN 0-688-08139-8)
- A Woman's Place: Yesterday's Women in Rural America (1996) (ISBN 1-55591-250-8) — non-fiction
- The Hello, Goodbye Window (2005) (ISBN 0-7868-0914-0) — ilustracje: Chris Raschka

## Adaptacje
Adaptacja filmowa książki The Phantom Tollbooth powstała w 1970 r. Norton Juster i Sheldon Harnick wystawili także oparty na niej musical. Muzykę skomponował Arnold Black, a słowa wcześniej wspomniany Sheldon Harnick.
The Dot and the Line została zaadaptowana na scenariusz do filmu animowanego przez animatora Chucka Jonesa.